# Giancarlo Dalla Grana
Giancarlo Dalla Grana (Verona, 24 ottobre 1933 – Padova, 10 settembre 2024) è stato un dirigente sportivo italiano.
È stato il presidente del Calcio Padova dal 1975 al 1977.

## Biografia
Uomo di fiducia di Giuseppe Farina, Dalla Grana diventa amministratore unico facendo capo ad un gruppo dirigenziale il cui riferimento è Giambattista Pastorello che viene nominato general manager del Calcio Padova. Nel suo biennio il Padova annaspa in Serie C ottenendo un dodicesimo ed un tredicesimo posto.
Muore a Padova all'età di 90 anni.